# غريت بريكهيل (باكينجهامشير)
غريت بريكهيل (بالإنجليزية: Great Brickhill)‏ هي قرية و أبرشية مدنية تقع في المملكة المتحدة في إنجلترا.  يقدر عدد سكانها بـ 817 نسمة .